# ルーク・ジェーコブソン
ルーク・ジェーコブソン（Luke Jacobson、1997年4月20日 - ）は、スーパーラグビー・パシフィックチーフスに所属するラグビーユニオン選手。

## プロフィール
- ニュージーランド・ケンブリッジ出身[1]。
- ポジションはフランカー(FL)。
- 身長 191cm、体重 107kg
- 兄のミッチ・ジェイコブソンもラグビー選手（現・サンウルブズ）。
- U20ニュージーランド代表の主将を務めたことがある[2]。
- ニュージーランド代表キャップは2（2021年1月現在）。

## 略歴
ワイカトを経て、2018年、チーフスに加入。
2019年、ラグビーワールドカップ2019のニュージーランド代表に選ばれたが、同年9月13日に脳しんとうのため、チームを離脱した。
2023年、ラグビーワールドカップ2023のニュージーランド代表に選ばれた。